# Maieta wrightii
Maieta wrightii là một loài thực vật có hoa trong họ Mua. Loài này được (Griseb.) M. Gómez mô tả khoa học đầu tiên năm 1894.